# Utada Hikaru
Hikaru Utada (宇多田ヒカル?, Utada Hikaru; New York, 19 gennaio 1983) è una cantautrice, pianista e produttrice discografica giapponese con cittadinanza statunitense.
Con il suo album di debutto First Love, pubblicato all'età di 16 anni, detiene il record di album più venduto nella storia del Giappone con oltre 7 milioni di copie vendute in patria e altri 3 milioni all'estero, portandola ad un totale di oltre 10 milioni di copie. Il secondo album Distance e il terzo album Deep River occupano invece, rispettivamente, la quarta e l'ottava posizione nella classifica degli album più venduti di sempre in Giappone.
È anche conosciuta per aver realizzato, nel 2002, nel 2005 e nel 2019 i brani principali per i videogiochi della Square Enix Kingdom Hearts, Kingdom Hearts II e Kingdom Hearts III rispettivamente Hikari, Passion e Chikai. Nel 2006 ha raggiunto la decima posizione nella classifica dei migliori cantanti giapponesi di tutti i tempi compilata da HMV. Al 2010 Utada ha venduto oltre 52 milioni di copie dei suoi album in tutto il mondo.

## Biografia

### L'esordio e il successo in Giappone (1998-2001)
La sua vita è segnata fin dagli inizi dalla musica: sua madre, Junko Utada, negli anni settanta era una delle cantanti più famose del Giappone, conosciuta col nome d'arte Keiko Fuji e famosa nel genere enka, mentre suo padre, Teruzane Utada, divenne un produttore musicale dopo il matrimonio con Junko. Fin da bambina si appassiona alla musica, ascoltando band come Queen e Bon Jovi, ma appassionandosi più tardi al R&B; inoltre, la permanenza negli Stati Uniti (Utada frequenta anche il primo anno della Columbia University, che abbandona poi in seguito causa incompatibilità con i suoi impegni lavorativi) consente ad Utada di acquisire padronanza della lingua inglese. A 10 anni inizia a scrivere i suoi primi testi e prima di compiere 12 anni ha già pubblicato tre singoli negli Stati Uniti, col nome Cubic U. Con il nome Cubic U pubblica anche un album, intitolato Precious.

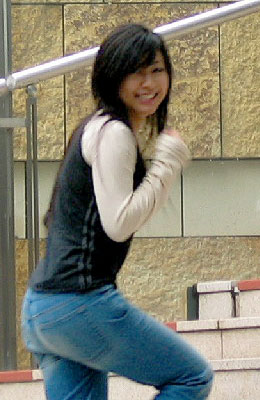
Utada Hikaru nel 2004

Inizia la sua carriera vera e propria nel 1998, a 15 anni, con il singolo Automatic/Time Will Tell, che viene subito programmato intensamente dalle radio giapponesi, così come il successivo Movin' On Without You (1999), scritta per la pubblicità di un'auto della Nissan. Il suo album di debutto, First Love, pubblicato nel 1999 con la Toshiba-Emi, è l'opera musicale di maggior successo nella storia del Giappone, con oltre 7 milioni di copie vendute al suo attivo. La canzone che dà il titolo all'album diventa la sigla del dorama Majo no jōken, trasmesso sul network TBS nella primavera di quell'anno.
Nel 2001 pubblica il suo secondo album, intitolato Distance. Anch'esso riscuote un enorme successo in Giappone, stabilendo il record di oltre tre milioni di copie vendute soltanto nella prima settimana di uscita. Successivamente l'album si rivelerà il più venduto in Giappone degli anni 2000 e il quarto in assoluto.

### Il successo internazionale (2002-2010)
Nel 2002 arriva la conferma definitiva: la Squaresoft sceglie di utilizzare una sua canzone, Hikari, per la colonna sonora del videogioco Kingdom Hearts, chiedendole inoltre di comporne una versione in inglese per l'edizione occidentale del gioco: nasce così il brano che le dà fama in America ed Europa, Simple and Clean. Firma un contratto con la casa discografica Island Records, intenzionata a lanciarla sulla scena internazionale, per la produzione di due album in lingua inglese col solo nome di Utada (scelta determinata da una questione di pronuncia difficoltosa del suo nome in inglese). Il brano viene inserito nel suo terzo album in studio, Deep River, pubblicato nell'estate 2002. Il disco vende oltre 2 milioni di copie in Giappone in meno di una settimana e a fine anno si rivela il più venduto in terra asiatica. Successivamente raggiunge l'ottava posizione della classifica degli album di maggior successo di tutti i tempi in Giappone.
A questo punto raggiunge l'apice della carriera internazionale incidendo una raccolta di singoli, Single Collection Vol. 1, che vende non solo in Giappone, ma anche in Canada e negli Stati Uniti. La raccolta raggiungerà successivamente il ventesimo posto della classifica degli album più venduti nella storia del Giappone. L'album Exodus, con brani cantati interamente in inglese, risale alla fine del 2004. Pur non raggiungendo la celebrità immensa di cui gode in Giappone, Utada comincia a rendersi nota anche al pubblico nordamericano.
Compone e incide anche un brano per la colonna sonora del film Casshern, del marito Kazuaki Kiriya (in Italia Kyashan - La rinascita), ovvero Dareka no negai ga kanau koro (誰かの願いが叶うころ, "Quando il desiderio di qualcuno si esaudisce"). La Squaresoft, nel frattempo divenuta Square Enix, le richiede nuovamente di incidere un brano in doppia versione per Kingdom Hearts II: il risultato è Passion, tradotto successivamente in Sanctuary per le versioni in lingua inglese. Il 14 luglio 2006 esce in Giappone Ultra Blue, il suo quarto album in lingua giapponese, che come i precedenti debutta direttamente al primo posto nella classifica giapponese. Da luglio a settembre dello stesso anno è in tour per il Giappone con il suo tour Utada United 2006 che presenta in scaletta, con i sempre immancabili successi degli anni precedenti, brani tratti sia da Exodus che da Ultra Blue (da qui il nome United).
A novembre esce un nuovo singolo, Boku wa kuma (僕はくま?), canzone usata come sigla per il programma per bambini Minna no uta, e il 20 dicembre esce il DVD di Utada United 2006.

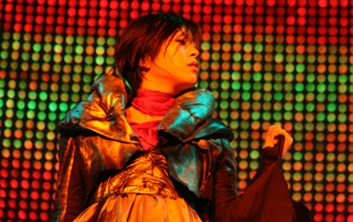
Utada durante l'Utada United 2006

A febbraio 2007 il singolo Flavor of Life fa da colonna sonora al dorama Hana Yori Dango Returns (tratto dall'omonimo manga) come image song e vende circa 700 000 copie, stabilendo un nuovo record attraverso i download digitali.
A giugno passa in radio la sua nuova canzone Kiss & Cry, usata come colonna sonora del CM Nisshin Cup Noodle come successe per This Is Love, la canzone verrà stampata poi sul singolo, uscito il 29 agosto, Beautiful World/Kiss & Cry. Beautiful World è usata come colonna sonora del film Evangelion: 1.0 You Are (Not) Alone, nuovo film della serie animata Neon Genesis Evangelion.
A novembre, sempre del 2007, la canzone Stay Gold viene usata come colonna sonora del CM ASIENCE, ma solo a febbraio 2008 esce il singolo HEART STATION/Stay Gold, ma non ha la fortuna dei precedenti, forse condizionato dall'annuncio dell'imminente uscita del nuovo album, HEART STATION, che vende più di 600'000 copie in tre settimane. Una delle tracce dell'album, Prisoner of Love, riscuote un tale successo (grazie anche al fatto di esser stata scelta come colonna sonora del dorama Last Friends) da venir estratta dall'album come singolo re-cut, pubblicato esclusivamente in versione CD + DVD contenente il video clip della canzone.
Nel 2009 Utada torna ancora una volta negli Stati Uniti, con l'album This Is the One (decide di dare questo titolo all'album considerandolo quello giusto per un vero debutto in occidente, al contrario del precedente Exodus considerato, da lei stessa, troppo sperimentale), preceduto dal singolo Come Back to Me. L'album vede la collaborazione di due famosi produttori musicali: i norvegesi Stargate (team formato da Tor Erik Hermansen e Mikkel S. Eriksen) e l'inglese Tricky.
Nello stesso anno, per festeggiare i suoi dieci anni di carriera, pubblica in Giappone due libri: 点 (ten?), comprendente alcune interviste tenute alla cantante negli ultimi dieci anni, e 線 (sen?), una raccolta di messaggi e foto prese direttamente dal suo diario web.
Il 9 agosto 2010 Utada annuncia con un messaggio sul suo blog che, a partire dal 2011, ha intenzione di prendersi una pausa sino a tempo indeterminato dalla scena musicale. Il 24 novembre 2010 escono in contemporanea due diverse greatest hits della cantante: Single Collection Vol. 2, contenente tutti i suoi singoli in lingua giapponese pubblicati dal 2004 al 2009 e 5 brani inediti, e Utada the Best, contenente le sue canzoni in lingua inglese più celebri. Quest'ultima viene pubblicata dalla Universal Music contro il volere di Hikaru Utada, che nel suo blog si esprime contraria alla sua pubblicazione, in quanto "non vi è nuovo materiale, è solo una commodity realizzata senza averci messo il cuore".
L'8 e il 9 dicembre, dopo quattro anni dal suo ultimo tour in Giappone, Utada tiene due concerti alla Yokohama Arena dal titolo Wild Life salutando, momentaneamente, i fan.

### La pausa (2011-2015)
A febbraio 2011 viene annunciata sul sito ufficiale della cantante l'uscita di un DVD che raccoglie le due date del concerto di Wild Life, in versione DVD (contenente due dischi, uno per il concerto e il secondo per i contenuti speciali) e in versione blu-ray, prevista per il 6 aprile 2011. Nel novembre 2012 viene pubblicato il video per un nuovo singolo, Sakura nagashi, realizzato per la colonna sonora del terzo film della serie Rebuild of Evangelion, Evangelion: 3.0 You Can (Not) Redo, uscito nelle sale cinematografiche giapponesi quel mese.
Nel marzo 2013 viene annunciato che da aprile Utada presenterà su InterFM un suo programma radiofonico, intitolato Kuma Power Hour with Utada Hikaru.
Il 9 dicembre 2013 viene pubblicato su iTunes il video del suo ultimo tour tenutosi negli Stati Uniti e in Inghilterra, Utada: In the Flash 2010, a distanza di tre anni dalle riprese. Il giorno successivo, invece, viene annunciata la pubblicazione di una nuova edizione del suo album di esordio First Love, in occasione del suo quindicesimo anniversario di uscita, avvenuta il 10 marzo 2014. Rispetto all'edizione standard, questa contiene un CD/DVD con il primo concerto tenuto da Utada (Luv Live, registrato nell'aprile del 1999) e due CD bonus contenenti remix e demo. Alla fine dello stesso anno viene pubblicato il primo album di cover autorizzato dedicato a Utada, intitolato Utada Hikaru no uta - 13-kumi no ongakuka ni yoru 13 no kaishaku ni tsuite, contenente 13 brani reinterpretati da altrettanti artisti giapponesi.

### Il ritorno sulle scene (2016-presente)
Nell'estate 2015 la cantante annuncia di star lavorando a un nuovo album, ma che dovrà momentaneamente sospendere il progetto per via della sua prima maternità. Nel gennaio 2016 viene ufficializzato che un nuovo brano, intitolato Hanataba wo kimi ni, avrebbe fatto il suo debutto il 4 aprile successivo come sigla della serie TV Toto Nee-chan. Successivamente Utada annuncia che un secondo brano inedito, intitolato Manatsu no tooriame, sarebbe stato presentato lo stesso giorno come sigla del programma notturno giapponese News Zero. Entrambi vengono pubblicati come singoli il 15 aprile 2016. In agosto viene infine annunciata l'uscita del suo nono album in studio, il sesto in lingua giapponese, Fantôme, che avviene il 28 settembre 2016. L'album contiene 7 brani inediti e i quattro singoli Sakura nagashi, Hanataba wo kimi ni, Manatsu no tooriame e Michi, quest'ultimo pubblicato due settimane prima dell'uscita del disco.
Nel 2017, in seguito alla fine del contratto che la legava l'artista alla Universal Records, Utada firma un contratto con la Epic Records, subetichetta della Sony Music Japan, con la quale pubblica nel corso del medesimo anno i singoli Ōzora de dakishimete, Forevermore (con la partecipazione del batterista Chris Dave) e Anata.
Il 10 febbraio 2018 viene annunciata la pubblicazione del singolo Chikai, che insieme alla sua corrispettiva versione internazionale Don't Think Twice farà parte della colonna sonora del videogioco Kingdom Hearts III, confermando la duratura collaborazione dell'artista giapponese con le due compagnie per la serie crossover tra Square Enix e Disney. Viene anche confermato dalla Epic Records che un nuovo album in giapponese della Utada sarebbe stato pubblicato nel 2018.
Altri due singoli inediti, Hatsukoi e Play a Love Song, vengono pubblicati nella primavera 2018.
Nel 2021 interpreta il tema One Last Kiss nella colonna sonora del film Evangelion: 3.0+1.0 Thrice Upon a Time.

## I nomi
I cambiamenti di nome di Utada hanno portato a una certa confusione nel passato. Il suo nome legale in Giappone è stato Hikaru Iwashita (岩下光 Iwashita Hikaru), fino a marzo 2007, quando ha divorziato da Kazuaki Kiriya, il cui vero nome è Kazuhiro Iwashita (岩下和裕 Iwashita Kazuhiro). Il suo nome da nubile invece è Hikaru Utada (宇多田光 Utada Hikaru). Debuttò come Cubic U negli Stati Uniti, ma in questo periodo della sua carriera rimase abbastanza sconosciuta. Quando si spostò dagli Stati Uniti al Giappone, divenne famosa come Hikaru Utada (宇多田ヒカル Utada Hikaru), con il nome di battesimo scritto in katakana per motivi puramente estetici. Hikki invece è un nomignolo coniato dai suoi compagni di classe a New York ed usato come vezzeggiativo dai fan di tutto il mondo; ad ogni modo, grazie alla sua popolarità in Giappone, è conosciuta sotto questo soprannome più in Giappone che negli Stati Uniti. A differenza della maggior parte degli artisti giapponesi, il suo nome è stato usato nel mercato sotto la forma della semplice traslitterazione in rōmaji, Utada Hikaru, senza inversione dell'ordine cognome-nome usato in Giappone. Oltre al suo successo in Oriente, la cantante ha una carriera anche negli Stati Uniti, dove usa il suo solo cognome Utada.
Nella tradizione giapponese il cognome viene scritto prima del nome, ma nella conversione occidentale è possibile usare prima il nome e poi il cognome; tuttavia l'artista preferisce usare la formula giapponese anche nel rōmaji. Il modo corretto di scrivere il nome di quest'artista è dunque Utada Hikaru.

## Vita privata
Il 7 settembre 2002 si è sposata con il regista e fotografo Kazuaki Kiriya, direttore di molti dei suoi video musicali. Il 2 marzo 2007 annunciano il loro divorzio, informando i fan attraverso un messaggio congiunto sul blog ufficiale di Utada.
Il 22 agosto 2013 la madre di Utada, la cantante Keiko Fuji, è morta dopo essersi gettata dal tredicesimo piano di un condominio nel quartiere di Shinjuku, Tokyo.
Il 3 febbraio 2014, tramite il suo sito ufficiale, Utada ha annunciato il suo matrimonio con l'italiano Francesco Calianno, impiegato al Bulgari Hotel di Londra, che la cantante sposa il 23 maggio 2014 a Polignano a Mare, in Puglia. Il 3 luglio 2015 Utada ha annunciato di aver messo al mondo il loro primo figlio. Il 7 aprile 2018 l'etichetta discografica di Utada, la Epic Records Japan, ha reso noto che la cantante ha divorziato da Calianno, senza però specificare i motivi della separazione, né fornendo indicazioni su quando tale evento sia avvenuto.
Nel giugno 2021 l'artista fa coming out come persona non binaria nel corso di una diretta sul servizio di rete sociale Instagram.

## Discografia

### Album in studio
- 1998 – Precious (con il nome Cubic U)
- 1999 – First Love
- 2001 – Distance
- 2002 – Deep River
- 2004 – Exodus
- 2006 – Ultra Blue
- 2008 – Heart Station
- 2009 – This Is the One
- 2016 – Fantôme
- 2018 – Hatsukoi
- 2022 – BAD Mode

### Raccolte
- 2004 – Single Collection Vol. 1
- 2010 – Single Collection Vol. 2
- 2010 – Utada the Best
- 2024 – SCIENCE FICTION

## Libri
- (JA) Utada Hikaru, 点 -ten-, EMI Music Japan Inc./U3music Inc., 2009, ISBN 978-4-930774-22-4.
- (JA) Utada Hikaru, 線 -sen-, EMI Music Japan Inc./U3music Inc., 2009, ISBN 978-4-930774-23-1.